# Liste des arrondissements du Japon
Cet article concerne une liste des arrondissements du Japon par ville. Un arrondissement (区, ku) est une subdivision d'une ville japonaise suffisamment importante pour être une ville désignée par ordonnance gouvernementale. Les arrondissements servent à subdiviser chaque ville désignée par ordonnance du gouvernement (« ville désignée »). Les 23 arrondissements spéciaux de Tokyo disposent d'un statut de quasi municipalité et ne sont pas identiques à d'autres entités appelées ku, bien que leurs prédécesseurs l'étaient.
Les arrondissements sont des entités locales directement contrôlées par les gouvernements locaux. Elles gèrent des fonctions administratives telles que la tenue des koseki, l'assurance maladie et les impôts fonciers. De nombreux arrondissements possèdent des organisations affiliées de résidents pour un certain nombre de tâches, même si celles-ci n'ont aucune autorité légale.

## Liste des 171 arrondissements

### Chiba
- Chūō-ku
- Hanamigawa-ku
- Inage-ku
- Midori-ku
- Mihama-ku
- Wakaba-ku

### Fukuoka
- Chūō-ku
- Hakata-ku
- Higashi-ku
- Jōnan-ku
- Minami-ku
- Sawara-ku
- Nishi-ku

### Hamamatsu
- Hamana-ku
- Chūō-ku
- Tenryū-ku

### Hiroshima
- Aki-ku
- Asakita-ku
- Asaminami-ku
- Higashi-ku
- Minami-ku
- Naka-ku
- Nishi-ku
- Saeki-ku

### Kawasaki
- Asao-ku
- Kawasaki-ku
- Miyamae-ku
- Nakahara-ku
- Saiwai-ku
- Takatsu-ku
- Tama-ku

### Kitakyushu
- Kokurakita-ku
- Kokuraminami-ku
- Moji-ku
- Tobata-ku
- Wakamatsu-ku
- Yahatahigashi-ku
- Yahatanishi-ku

### Kōbe
- Chūō-ku
- Higashinada-ku
- Hyōgo-ku
- Kita-ku
- Nada-ku
- Nagata-ku
- Nishi-ku
- Suma-ku
- Tarumi-ku

### Kumamoto
- Chūō-ku
- Higashi-ku
- Kita-ku
- Minami-ku
- Nishi-ku

### Kyoto
- Fushimi-ku
- Higashiyama-ku
- Kamigyō-ku
- Kita-ku
- Minami-ku
- Nakagyō-ku
- Nishikyō-ku
- Sakyō-ku
- Shimogyō-ku
- Ukyō-ku
- Yamashina-ku

### Nagoya
- Atsuta-ku
- Chikusa-ku
- Higashi-ku
- Kita-ku
- Meitō-ku
- Midori-ku
- Minami-ku
- Minato-ku
- Mizuho-ku
- Moriyama-ku
- Naka-ku
- Nakagawa-ku
- Nakamura-ku
- Nishi-ku
- Shōwa-ku
- Tempaku-ku

### Niigata
- Akiha-ku
- Chūō-ku
- Higashi-ku
- Kita-ku
- Kōnan-ku
- Minami-ku
- Nishi-ku
- Nishikan-ku

### Okayama
- Higashi-ku
- Kita-ku
- Minami-ku
- Naka-ku

### Osaka
- Abeno-ku
- Asahi-ku
- Chūō-ku
- Fukushima-ku
- Higashinari-ku
- Higashisumiyoshi-ku
- Higashiyodogawa-ku
- Hirano-ku
- Ikuno-ku
- Jōtō-ku
- Kita-ku
- Konohana-ku
- Minato-ku
- Miyakojima-ku
- Naniwa-ku
- Nishi-ku
- Nishinari-ku
- Nishiyodogawa-ku
- Suminoe-ku
- Sumiyoshi-ku
- Taishō-ku
- Tennōji-ku
- Tsurumi-ku
- Yodogawa-ku

### Sagamihara
- Chūō-ku
- Midori-ku
- Minami-ku

### Saitama
- Chūō-ku
- Iwatsuki-ku
- Kita-ku
- Midori-ku
- Minami-ku
- Minuma-ku
- Nishi-ku
- Ōmiya-ku
- Sakura-ku
- Urawa-ku

### Sakai
- Higashi-ku
- Kita-ku
- Mihara-ku
- Minami-ku
- Naka-ku
- Nishi-ku
- Sakai-ku

### Sapporo
- Atsubetsu-ku
- Chūō-ku
- Higashi-ku
- Kita-ku
- Kiyota-ku
- Minami-ku
- Nishi-ku
- Shiroishi-ku
- Teine-ku
- Toyohira-ku

### Sendai
- Aoba-ku
- Izumi-ku
- Miyagino-ku
- Taihaku-ku
- Wakabayashi-ku

### Shizuoka
- Aoi-ku
- Shimizu-ku
- Suruga-ku

### Yokohama
- Aoba-ku
- Asahi-ku
- Hodogaya-ku
- Isogo-ku
- Izumi-ku
- Kanagawa-ku
- Kanazawa-ku
- Kōhoku-ku
- Kōnan-ku
- Midori-ku
- Minami-ku
- Naka-ku
- Nishi-ku
- Sakae-ku
- Seya-ku
- Totsuka-ku
- Tsuzuki-ku
- Tsurumi-ku

## Arrondissements spéciaux de Tokyo
Les arrondissements spéciaux de Tokyo ne sont pas des arrondissements au sens ci-dessus, mais des municipalités par elles-mêmes. Ils ont remplacé en 1943 l'ancienne ville de Tokyo lorsqu'elle a fusionné avec la préfecture de Tokyo pour former l'actuelle Métropole de Tokyo.
- Adachi-ku
- Arakawa-ku
- Bunkyō-ku
- Chiyoda-ku
- Chūō-ku
- Edogawa-ku
- Itabashi-ku
- Katsushika-ku
- Kita-ku
- Kōtō-ku
- Meguro-ku
- Minato-ku
- Nakano-ku
- Nerima-ku
- Ōta-ku
- Setagaya-ku
- Shibuya-ku
- Shinagawa-ku
- Shinjuku-ku
- Suginami-ku
- Sumida-ku
- Taitō-ku
- Toshima-ku